# Busca
Busca är en ort och kommun i provinsen Cuneo i regionen Piemonte i Italien. Kommunen hade 10 124 invånare (2018).
Den tidigare kommunen Valmala uppgick i kommunen Busca den 1 januari 2019.